# Juan San Martin
Juan San Martin Ortiz de Zarate, né le 23 juin 1922 à Eibar et mort le 30 mai 2005 à Fontarrabie, est un archéologue, ethnographe, montagnard, ombudsman, bertsolari, écrivain et académicien basque espagnol de langue basque.

## Biographie
Alpiniste de vocation, Juan San Martin escalade plusieurs montagnes des Pyrénées, des Gredos et des Alpes. Il est instructeur à l'École nationale de haute montagne de la Fédération espagnole d'alpinisme. En 1950, il se consacre à la spéléologie.
Comme auteur en langue basque, Juan San Martin est nommé membre correspondant à l'Académie de la langue basque en 1957 et en 1964, il devient membre numéraire. La même année, il reçoit le prix de journalisme « Lauaxeta » d'Euskal Idazkaritza de Bayonne. Il est membre de plusieurs jurys lors de concours littéraires et préface plusieurs importantes publications. Collaborateur dans les revues telles que "Euzko-Gogoa", "Egan", "Jakin", "Karmel", "Olerti", "Euskera", "Eibar", "Boletín de Amigos del País", "Pyrenaica", "Anuario de Eusko Folklore", "Aranzazu", "Olerti", "Muga", "Cuadernos de Etnología y Etnografía de Navarra", "Fontes", "Euskalduna" de Buenos Aires, "Speleon" de Oviedo et "Munibe" où il publie de nombreuses critiques et y fait des comptes rendus bibliographiques.
Membre de la Real Sociedad Bascongada de Amigos del País, d'Eusko Ikaskuntza et Aranzadi, secrétaire et vice-président d'Euskaltzaindia, il est aussi directeur du Département de sciences et institutions culturelles au bureau des conseillers de la culture du Gouvernement basque. Le 2 mars 1989, Juan San Martin est nommé Ombudsman par le Parlement basque, et devient le premier « Médiateur » de la Communauté autonome basque. Il est président de l'Institut Européen de l'Ombudsman de 1994 à 1995. En 2001, il reçoit le prix Argizaiola au Salon du livre et du disque basques de Durango.

## Publications
Anthologie
- Uhin berri, Donostia, 1969.

Biographies

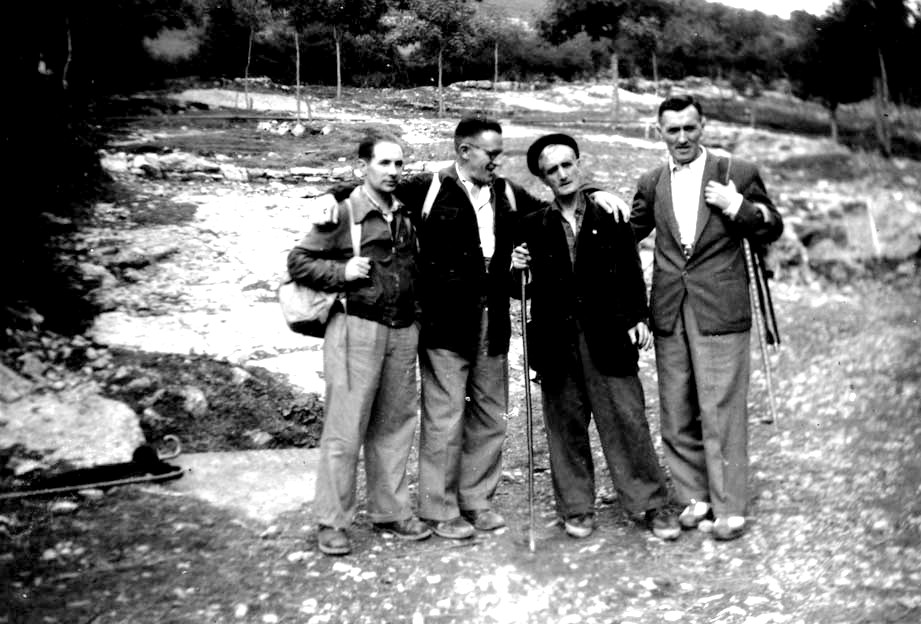
En 1951, Juan San Martin, Carlos Linazasoro, Indalecio Ojanguren et Andrés Espinosa à Arantzazu.

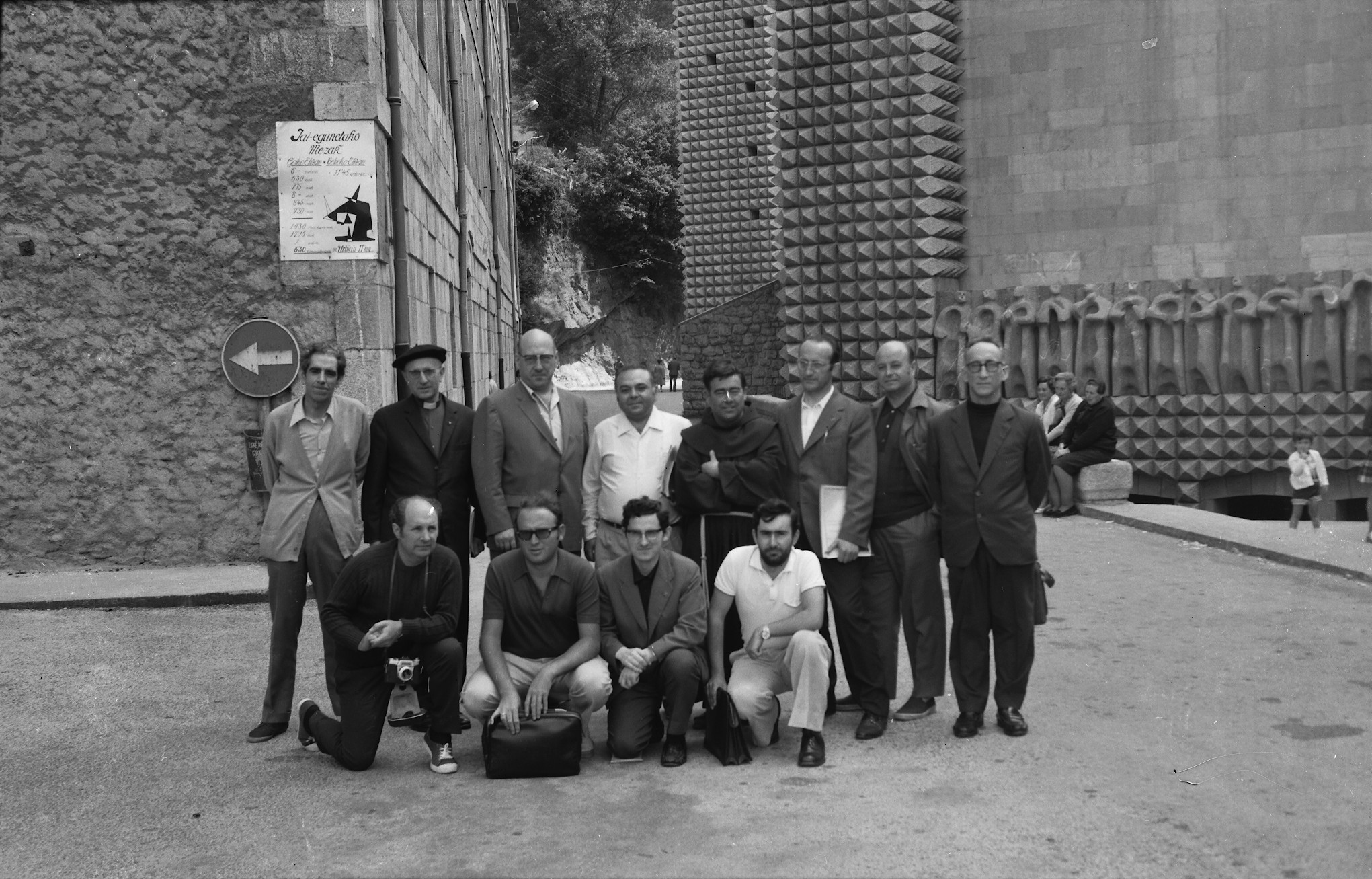
Des membres de l'Euskaltzaindia réunis au sanctuaire d'Arantzazu en 1972.
Haut de gauche à droite : Koldo Mitxelena, Iratzeder, Jean Haritschelhar, Alfonso Irigoyen, Luis Villasante, Jose Mari Satrustegi, Patxi Altuna et Imanol Berriatua. Bas : Juan San Martin, Jose Luis Lizundia, Joseba Intxausti et Xabier Kintana.

- Juan Antonio Mogel. Bere bizitza ta lanak, Zarautz, 1959.

Chroniques
- Antzinako Eibar, Eibar, 1993.

Narrations
- Zirikadak. Ipuin barregarridun liburua, Zarautz, 1960 ;
- Eztenkadak. Gertaera barregarridun liburua, Zarautz, 1965.

Romans
- Gogoz, Donostia, 1978 ;
- Bidez, Donostia, 1981 ;
- Landuz, Donostia, 1983;
- Euskararen ostarteak, Donostia, 1998 ;
- Giza eskubideen inguruan, Donostia, 2000.

Autres ouvrages
- Mogel, bere bizitza ta lanak,1959 ;
- Estudio etnografico del Valle de Urraul Alto, avec Luis Peña Santiago, Donostia, 1966 ;
- Escritores euskericos, Bilbo, 1968 ;
- Euskeraren inguruan en "Euskal Elerti 69", en tant que collaborateur, 1969 ;
- Hegatsez (avec Serafin Zubiri), Zarautz, 1971 ;
- Elgueta con Anguiozar y Ubera, Donostia, 1975 ;
- Literaturaren inguruan, Donostia, 1980 ;
- Erromanikoa Euskal Herrian, Donostia, 1983 ;
- Existe-t-il un art basque?, avec Michel Duvert, 1983 ;
- Jose Manterola, Donostia, 1985 ;
- Las artes del pueblo vasco, 1987 ;
- Los Zuloaga. Dinastía de artistas vascos, cap. V, "El pintor Ig. Zuloaga", 1988;
- Dichos y hechos - Esanak eta eginak, 1994.
- Esanak eta eginak, Gasteiz, 1994 ;
- Dichos y hechos - Esanak eta eginak, 1994 ;
- Hondarribiko Andre Maria Jasokundekoa: historia, arkitektura eta artea, 1998.